# Dorothy Vaughan
Dorothy Johnson Vaughan (20. září 1910 – 10. listopadu 2008) byla afroamerická matematička, která pracovala pro Národní poradní výbor pro letectví (NACA) a NASA v Langley Research Center v Hamptonu ve Virginii. V roce 1949 se stala vedoucí skupiny „lidských počítačů“ West Area Computers. Byla první afroamerická žena, která získala povýšení a dohlížela na skupinu zaměstnanců ve středisku.
Později byla oficiálně povýšena na pozici supervizora. Během své 28leté kariéry se Vaughanová připravovala na zavedení strojních počítačů na počátku 60. let tím, že učila sebe a své zaměstnance programovací jazyk Fortran. Později vedla programovací sekci divize Analýza a výpočet (ACD) v Langley.
Vaughanová je jednou z hlavních postav filmu Skrytá čísla. V roce 2019 byla Vaughanové posmrtně udělena Zlatá medaile Kongresu.

## Život
Vaughanová se narodila 20. září 1910 v Kansas City v Missouri jako Dorothy Jean Johnsonová. Jejími rodiči byli Annie[zdroj⁠?!] a Leonard Johnsonovi. V sedmi letech se její rodina přestěhovala do Morgantownu v Západní Virginii, kde také Vaughanová v roce 1925 absolvovala střední školu Beechurst High School. Později získala stipendium na AME Sunday School Convention v Západní Virginii. V roce 1932 se provdala za Howarda Vaughana. Manželé se přestěhovali do města Newport News ve Virginii a měli spolu šest dětí: Ann, Maidu, Leonarda, Kenneth, Michaela a Donalda. Rodina také žila s Howardovými bohatými a respektovanými rodiči a prarodiči na South Main Street v Newport News. Vaughanová se poté přestěhovala do Hamptonu ve Virginii, aby pracovala pro NASA.

## Pozdější roky
Vaughanová byla vedoucí svého oddělení, ale chtěla pokračovat na jiné vedoucí pozici v NASA, ač nikdy nedostala nabídku. V roce 1971 v 61 letech NASA opustila. V posledních letech života Vaughanová pracovala s matematiky Katherine G. Johnsonovou a Mary Jacksonovou na startu astronauta Johna Glenna na oběžnou dráhu. Zemřela 10. listopadu 2008 ve věku 98 let. Vaughanová byla členkou afroamerické společnosti Alpha Kappa Alpha. Byla také aktivní členkou africké metodistické biskupské církve, kde se podílela na hudebních a misijních činnostech. Napsala také píseň s názvem „Math Math“. Přežily ji čtyři ze šesti dětí, deset vnoučat a čtrnáct pravnoučat.

## Ocenění a vyznamenání
- 1925: Beechurst High School - Class Valedictorian
- 1925: Účast v nedělní škole AME v Západní Virginii - plné stipendium
- 1929: Wilberforce University - absolvent matematiky
- 1949–1958: vedoucí Národního poradního výboru pro letectví Segregated West Computing Unit
- 16. října 2019: je po ní je pojmenován měsíční kráter.[7] Toto jméno bylo vybráno planetárním vědcem Ryanem N. Watkinsem a jejím studentem a uváděno k datu 109. narozenin Dorothy Vaughanové.[8]
- 8. listopadu 2019: Zlatá medaile Kongresu[3]
- 6. listopadu 2020 byl do vesmíru vypuštěn satelit pojmenovaný po ní